# Svartsjuka fruar
Svartsjuka fruar är en amerikansk komedifilm från 1944 i regi av Allan Dwan. Filmen är baserad på Wilson Collisons och Otto Harbachs pjäs Up in Mabel's Room från 1919. Den hade även gjorts i en stumfilmsversion 1926.

## Rollista
- Marjorie Reynolds - Geraldine
- Dennis O'Keefe - Gary
- Gail Patrick - Mabel Essington
- Mischa Auer - Boris
- Charlotte Greenwood - Martha
- Lee Bowman - Arthur Weldon
- John Hubbard - Jimmy Larchmont
- Binnie Barnes - Alicia Larchmont